# 카를 융

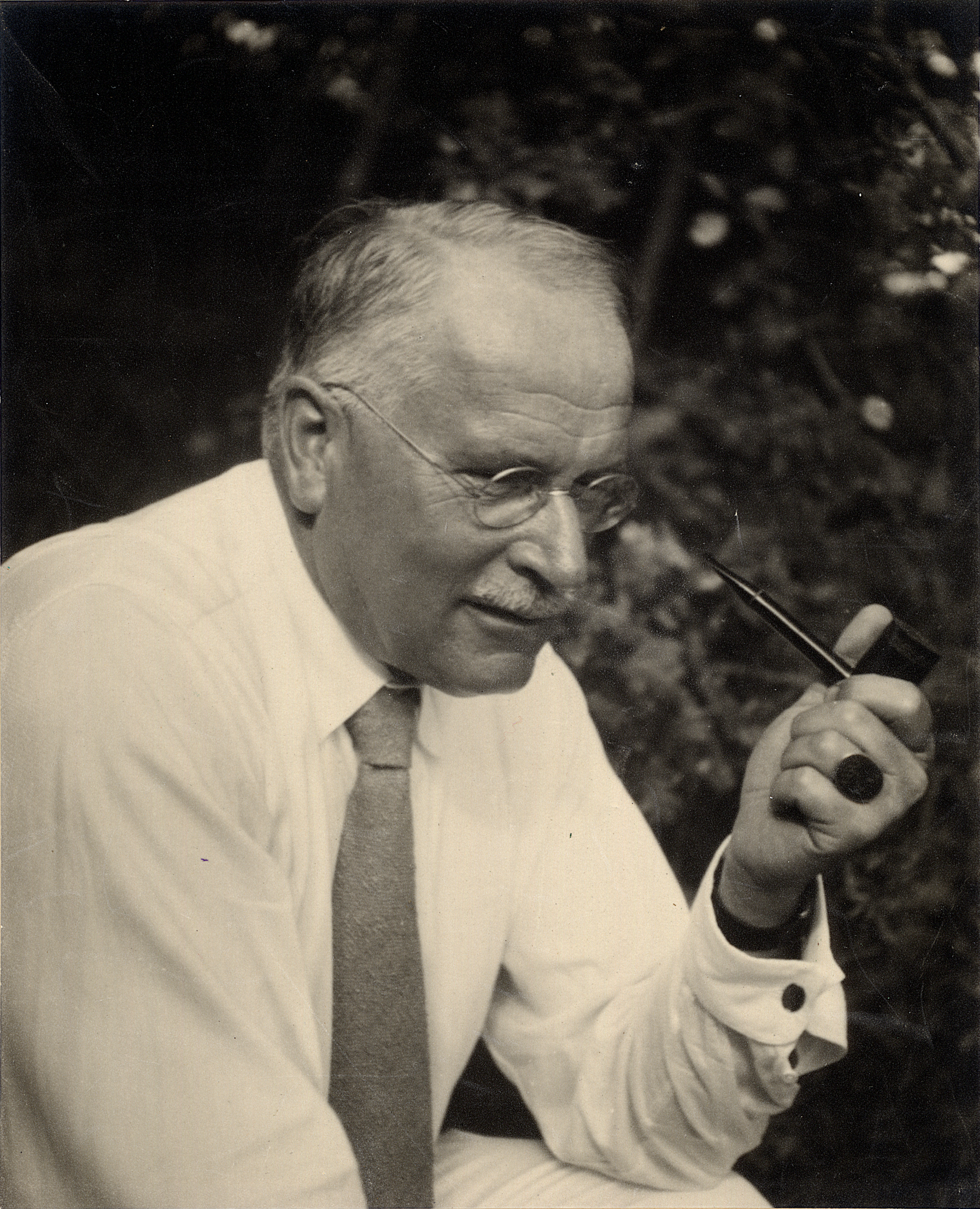
카를 융 (1935년)

카를 구스타프 융(독일어: Carl Gustav Jung [ˈkarl ˈgʊstaf ˈjʊŋ], 1875년 7월 26일 ~ 1961년 6월 6일)은 스위스의 정신의학자로 분석심리학의 창시자이다. 콤플렉스와 집단무의식의 개념을 정립하고 성격을 내향형과 외향형으로 분류하였다. 한때 프로이트와 교류하며 공동연구를 하였으나, '리비도'에 대한 견해차이를 계기로 결별하여 독자노선 걸으며 분석심리학이라는 분야를 개척하였다.

## 생애

### 출생과 성장
카를 융의 부친은 폴 융으로 바젤에서 저명한 약학교수였던 카를 구스타프 융(1794-1864)의 막내 아들로 태어났다.  폴 융은 경제적인 성공을 원했지만 이루지 못했고,  스위스 개혁 교회의 작은 시골 목사로 평생 지냈다.  카를 융의 모친인 에밀리 프레이스바크는 5세기 이상 스위스에 거주한 후손으로 바젤의 기독교도이며 학자였던 사무엘 프레이스바크의 둘째 아내의 막내딸로 태어났다.   
사무엘은 바젤에 있는 개혁교단의 대표에게 주어지는 지위를 가졌었고, 바젤 대학의 히브리어 학과 교수이며 작가였다.  융의 부친인 폴 융은 융이 6살 때 라우펜에 있는 더 큰 교구로 임명되었으며 그 때, 그의 아내와의 갈등이 시작되었다.  융의 모친은 성격이 특이했으며 우울증을 겪었고, 침실에서 대부분의 시간을 보냈고, 밤에 귀신을 보았다는 등의 착란을 보였다.

### 연구 활동
바젤 대학교와 취리히 대학교에서 의학을 공부하여 정신과 의사가 되었다. 부르크휠츨리 정신병원에서 일하면서 병원의 원장이었던 오이겐 블로일러(Eugen Bleuler)의 연구를 응용해 심리학 연구를 시작하였으며 이전 연구자들이 시작한 연상 검사를 응용하면서 자극어에 대한 단어연상을 연구하였다. 이 연상은 성적인 내용을 담고 있는 경우가 많아서 당시 학계에서 자주 금기시 되고는 하였다.
그는 특정한 상태를 설명하기 위해 지금은 유명해진 '콤플렉스'라는 단어를 사용해 이에 관련된 학설의 기초를 마련하였다. 또한 지그문트 프로이트와 함께 정신분석학 연구를 하기도 했지만 프로이트의 성욕중심설말고도 알프레트 아들러의 사회심리학의 중요성을 인식하고 1913년을 전후해서 독자적으로 이들의 양립에관한 연구로 분석심리학설을 작업하기 시작했다. 이어서 그는 인간의 내면에는 의식과 무의식의 층들이 있다고 생각하였지만 한걸음 더나아가 특히 개체로 하여금 내면의 무의식들이 통일된 전체를 실현하게 하는 자기원형이 초월적 기능(transcendental function)이 있음을 주장했다.
그는 자신의 경험으로부터 심리치료법을 개발하여 이론화하였고 심리치료를 받는 사람들에게 '개체화'(individuation, 또는 자기실현)라고 하는 자신의 신화를 추구하는 과정을 통해 좀더 유연하고 온전한 인격체로 나아갈 수 있다고 생각하였다.

### 프로이트와의 교류
융은 프로이트와 지적으로 성장하는 시기에 교류하였다. 1900년대 초기에는 심리학이 학문으로 보여지기에 초기단계였지만, 융은 프로이트의 새로운 "심리-분석"에 대해 전적으로 옹호하였다.  그 당시 프로이트는 그의 사상을 확고하게 하기 위해 협력자를 필요로 하였다.  융은 1907년 3월 3일 프로이트를 비엔나에서 처음 만났다. 6개월이 지난 후 50세의 프로이트는 그의 최근 에세이를 쮜리히에 있는 융에게 보내었고, 그 후 6년동안 많은 교류가 진행되었다.
프로이트와 의견 대립이 발생하며, 1914년에 정신분석학회를 탈퇴하고, 그 이후 자신의 심리학(분석심리학이라 일컬음)을 수립하는 데 노력하였다. 프로이트는 ‘리비도’라고 하는 개념을 성적(性的)인 것에 한정되었다고 본 반면에 융은 좀 더 폭 넓은 일반적인 에너지라고 보았기 때문에 이런 견해차로 인해 두 사람은 결별을 하게 되었다.

### 말년과 사망
그는 1914년 사임하기까지 국제정신분석학회 회장을 역임한 바 있으며 취리히 연방 공과대학교(ETH Zürich)의 심리학 교수, 바젤 대학교의 의학심리학 교수로 재직하였었고 85세의 나이로 세상을 떠났다.

## 융의 심리학
융은 한 개인의 의식과 무의식 그리고 집단무의식이 대립구도(enantiodromia)를 이루면서 이러한 대립속에서 끊임없이 조화를 향해 역동적으로 움직인다는것을 인식했다. 그리고 이러한 심리학적 연구가 인간의 삶을 이해하고 도울 수 있는 길일 것으로 여겼다.
한편 이러한 맥락에서 융은 인간이 겪는 괴로움과 고통이 심리적 사회적 성숙으로 이어지는 긍정적인 결과로서 삶에 대한 겸손(humble)을 주요하게 언급한 바 있다.

### 주요 개념
융의 분석심리학 분야의 주요 개념들은 다음과 같다.
- 애니마 와 애니무스 - 사람의 프쉬케의 상대의 성을 뜻한다. 여성의 프시케의 경우, 그녀의 개인의 내적 남성성은 하나의 복합체와 원형의 이미지 둘 모두를 갖고 있다. 반면, 남성의 프쉬케의 경우, 그의 개인의 내적 여성성은 하나의 복합체와 원형의 이미지 둘 모두를 갖고 있다.
- 원형 (Archetype) - 인류학에서 빌려온 개념으로 전인류적인 정신적 이미지 또는 테마를 뜻하며 시간에 따라 변한다.
- 원형 이미지 - 프쉬케에서 양 극단들을 중개할 수 있는 전인류적인 상징으로 문화를 넘나드는 종교적 예술, 미신, 동화들에서 나타난다.
- 집단 무의식 - 다른 문화들에서 사람들이 겪는 무의식의 양태들
- 콤플렉스 - 인지와 행동을 다스리는 이미지와 경험들의 억압된 조합
- 외향성 과 내향성 - 심리적 형태에 기여하는 개방 또는 내성적인 정도의 성격의 특징
- 개성화 (individuation) - 각자 개인이 의식 또는 무의식을 부정하지 않는 완성화의 과정이며 의식과 무의식을 모두 정당하게 다룬다.
- 페르소나 - 적응 또는 개인의 편리함을 위해서 나타나는 성격의 한 면으로 다양한 상황에서 얼굴에 쓰는 마스크들이다.
- 그림자 - 주로 부정적인 것으로 여겨지는 것을 포함한 성격의 단면들로 억압되어 있어서 잘 모른다.
- 자기, 셀프 - 개성화 과정을 지배하는 중심 개념으로 여성과 남성을 일치시킨 만다라로 상징화된다.  융은 이것을 프쉬케의 주요 원형으로 보았다.

## 신에 대한 언급
융의 묘비명에는 "부르든 부르지 않든, 신은 존재할 것이다"고 적혀 있다. 그는 신에 대해서 그의 생각을 "나는 그분을 믿는 게 아니라, 그분을 압니다."라고 방송사와의 인터뷰에서 언급한 바 있다.
내 존재의 의미는 삶이 나에게 질문을 전해왔다는데에 있다. 혹은, 거꾸로, 내 자신이 세계에 전해진 질문인 것이고, 세상의 답에 종속되지 않기 위하여, 나는 나의 대답과 소통해야 한다. 이건 초개인적 삶의 임무이고, 나는 이것을 오직 노력과 어려움으로 이뤘다. <기억들, 꿈들, 반영들> (11장-죽음 뒤의 삶에 대하여, P318)
여기에는 가장 거대한 것과 가장 조그마한 것, 가장 멀리 떨어져 있는 것과 가장 가까이 있는 것, 가장 높은 것과 가장 낮은 것이 있다. 우리는 그 나머지 또한 논의하는 것 없이 이러한 것의 한쪽 편만을 논의할 순 없다. 이런 모순에 언어는 충분하지 않다. 누군가는 무언가를 말할 수 있겠지만, 단어는 전체를 표출하지 않는다. <기억, 꿈, 반성들> (12장-후기의 생각들 III, P354)
그러므로 극성이 정신의 역동성의 기초가된다는 사실은 그 대립물의 전체적인 문제를 종교적, 철학적 측면 모두를 포함하는 가장 넓은 의미를 갖는 심리학적인 논의로 끌어들인다. - 기억, 꿈, 반사상 12장 최종 사변 II - P349~350

## 집단무의식
분석심리학의 중심 개념으로, 개인 무의식의 일부이나 개인적 경험이 아닌 인류의 역사와 문화를 통해 공유된 정신적 자료의 저장소를 일컫는다. 융은 집단무의식을 인류 이전의 선행 인류로부터 전해지는 원시적 이미지로 구성된 잠재적 이미지의 저장고라고 보았으며, 개인에 내재되어 세계를 경험하고 반응하는 소질 및 경향성이라고 정의하였다.
집단무의식은 인류 역사를 통해 전달된 우리의 행동에 영향을 주는 수없이 많은 원형(archetypes)들로 구성되었으며, 원형들은 인류 역사의 산물인 신화, 민속, 예술 등에서 보편적이고 공통적으로 나타나는 반복적인 주제를 재현한다. 원형은 출생, 재생, 죽음, 권력, 마법, 영웅, 어린이, 고아, 사기꾼, 현자, 신, 악마, 어머니, 대지, 거인, 해와 달 등 문화를 막론하고 나타나는 보편적이며 선험적인 심상들로, 상징을 통해 표현된다. 대표적인 원형으로 페르소나, 남성 속의 여성성(아니마), 여성 속의 남성성(아니무스), 그림자, 자기 등이 있다.

## 저서
- 무의식의 심리학 (Psychology of the Unconscious , 1916) ( 정명진역, 부글북스, 2022년 8월 20일 )
- 분석심리학에대한 두편의 에세이(Two Essays on Analytical Psychology)
- 칼 융의 작품집
- 분석심리학 논문집
- 삼위일체 도그마에 관한 심리학적 고찰 (1940)
- 미사에서의 변환의 상징 (1941)
- 욥에의 응답 (1952)
- 기억, 꿈, 사상(Memories, Dreams, Reflections,1962)[10]
- 붉은 책, 칼 융 레드북 ( 김세영, 정명진 역, 부글북스, 2020년 1월 15일)

### 종교 관련
- C. G. 융과 기독교: 융 심리학으로 재해석하는 기독교 정신 ( 장덕환 저, 새물결플러스, 2019년 4월 12일)
- 융 심리학과 기독교 영성 : 신과 무의식 ( 에르나 반 드 빙켈 저, 김성민 역, 한국심층심리연구소, 2010년 10월 20일)
- 칼 융 심리학과 종교 (최현석 글/주경훈 그림/ 손영운 기획. 주니어김영사, 2019년 8월 21일)
- 심리학과 종교 (칼 융, 창, 2010년 9월 15일)

## 같이 보기
- 아니엘라 야페
- 리하르트 빌헬름
- 헤르만 헤세
- 니콜라우스 쿠자누스
- 야코프 뵈메
- 뤼시앵 레비브륄
- 적극적 상상